# Japán óriásszalamandra
A japán óriásszalamandra (Andrias japonicus) a  kétéltűek (Amphibia) osztályába, a farkos kétéltűek (Caudata) rendjébe és a óriásszalamandra-félék (Cryptobranchidae) családjába tartozó faj.

## Előfordulása
Japán területén, Honsú, Kjúsú és Sikoku szigeteken honos. Hideg, gyors folyású folyóvizekben és forráspatakokban él. A lomha óriásszalamandrát gyerekjáték befogni vagy elejteni.

## Megjelenése

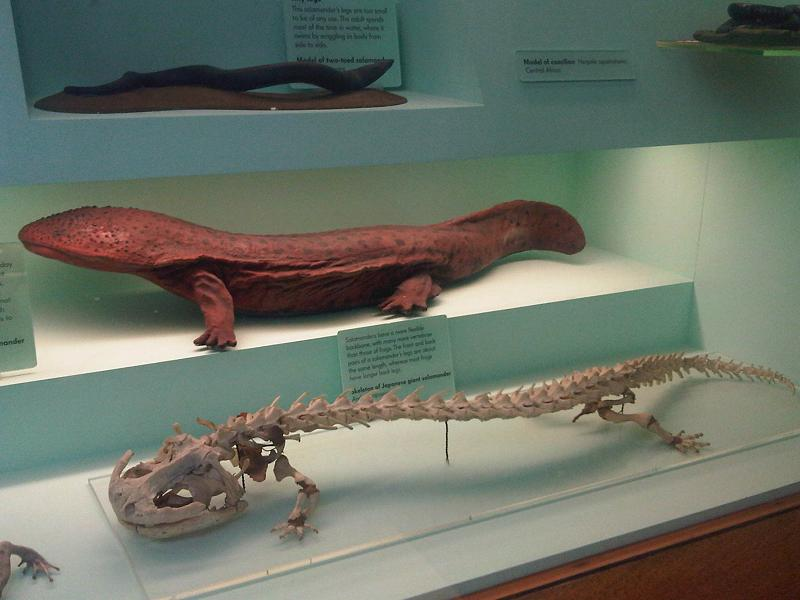
Japán óriásszalamandra csontváz és rekonstrukció a londoni Természettudományi Múzeumban

Testhossza  87–159 centiméter. A kifejlett állatnak nincsen külső kopoltyúrése, kopoltyúíveinek száma kettő. Törzse két oldalán véredényekkel gazdagon ellátott hosszanti bőrredők húzódnak végig. A felvett oxigén a bőrön keresztül egyenesen a vérbe jut. A bőrén át lélegzik. Lábain elöl négy, hátul öt jól fejlett ujj van.
A viszonylag rövid életű kétéltűek között hosszú életkorra számíthat, a legidősebb példány 51 éves korában pusztult el.

## Életmódja
A nappalt üregekben vagy egy kő alatt rejtőzködve tölti. Amikor levegőre van szüksége, a vízfelszínre emelkedik. Szürkületkor indul vadászni. Férgekkel és rovarokkal, halakkal és békákkal táplálkozik.

## Szaporodása
A nőstény kb. 500 darab 6-7 milliméteres petéjét augusztusban és szeptemberben füzérszerűen rakja le, amelyek gyöngysorhoz hasonlatosak. A hím lemerül és megtermékenyíti azokat. Ott marad a közelben és távol tartja az ikrarabló halakat. A peték néhány hónap alatt fejlődnek 2,5–3 mm-es lárvákká. A kb. 20 cm-es testhosszúság elérésekor a fejen lévő kopoltyúkoszorú már nincs meg.